# Тюркский каганат
Тюркский каганат (др. тюрк. ‏𐰋𐰭𐰏𐰵:𐰃𐰠𐰃‎, Beñgü El — «Вечное государство») — средневековое государство в Азии, созданное объединением древних тюрок во главе с правителями из рода Ашина. Одно из крупнейших государств в истории. В период наибольшего расширения (конец VI века) контролировало территории Маньчжурии, Монголии, Алтая, Восточного Туркестана, Западного Туркестана (Центральной Азии), а также Крыма и Северного Кавказа. В 542 году этноним «тюрки» впервые встречается в китайских источниках.

## Ранняя история
По легенде, от хуннского царевича и волчицы появился род Ашина. Они жили в горах Алтая, число их оценивалось в несколько сот семейств. Считается что Ашина Асяньше стал вассалом жужаньского кагана. В середине V века Ашина поселились на южной стороне Алтая и стали добывать железо для жужаней.

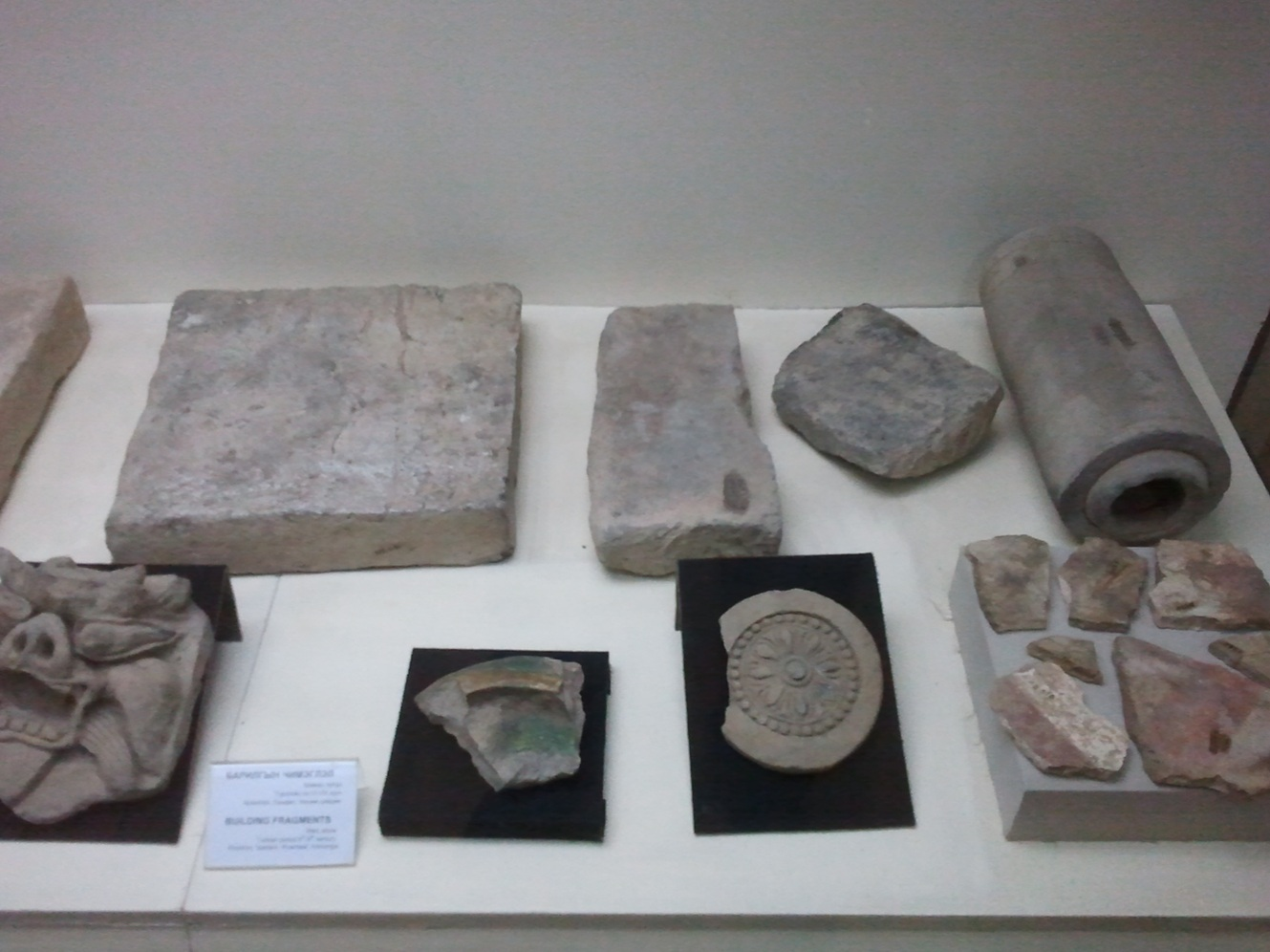
Тюркский период (555—745 гг.). Фрагменты здания из мемориального комплекса в Орхонской долине, Монголия

Многочисленные племена народа теле, расселявшиеся в северо-восточном Семиречье, долине Иртыша и Джунгарии, восстали против жужаней и в 482 году создали собственное государство. Оно просуществовало недолго, и в 516 году теле вновь попали в зависимость от жужаней. Одно из алтайских племён Ашина поставляло для жужанской империи железо. Этому племени суждено было сыграть особую роль в истории Евразии. Именно подданные Ашина стали впоследствии называться тюрками.
На Алтае вокруг племени Ашина сложился союз местных племён, принявших название «тюрк». В период своего существования в горах Алтая тюрки-тугю оказались под властью жуань-жуаней, и находились в зависимости от них до середины VI века.
Термин «вечная страна (мэнге ель) тюркского народа» впервые появляется в памятниках древнетюркской (орхонской) письменности VII—VIII вв. Ель рисуется военно-политическим организмом, объединяющимся под руководством каганов из аристократического рода Ашина различные группировки «собственно тюрок» (турк будун — «тюркский народ») и иные подвластные каганату племена.

### Расцвет каганата
В 545 году телесские племена вновь восстали против жужаней и во главе нового государства встал правитель тюрок-ашина Бумын. Последние слова кагана Юйцзюлюя Анагуя после поражения от Бумына гласили: «Ты был моим кузнецом». В 551 году Бумын заключил союз с китайским царством Западная Вэй и, разгромив жужаней, принял титул «ильхан» («правитель народов»).
После смерти Бумына в 552 году на престол вступил его сын, принявший титул Кара Иссык каган, который нанёс полное поражение жужаням. После победы каган погибает при загадочных обстоятельствах, и государство возглавляет его брат Мукан-каган. В 553 году жужани были вновь разбиты, и тюрки стали хозяевами всей степи к востоку от Алтая. В следующем году начался поход тюрков на запад, возглавленный младшим братом Бумына Истеми-каганом. Усуни, ослабленные набегами жужаней, не оказали сопротивления, и уже в 555 году войска Истеми достигли Аральского моря. Однако племена уар и хионитов, живших к северу от Арала, оказали яростное сопротивление и только к 558 году были оттеснены на запад, где составили основу авар. Тюрки вышли к Волге, но не стали её переходить. Так, за короткий срок была создана огромная кочевая империя, охватывающая территорию от Волги до Хинганских гор.
В 561—563 годах тюрки заключили с Ираном союз против эфталитов. В 564 году войска шаха Хосрова Ануширвана заняли стратегически важную область — Тохаристан. В 565 году в битве у Нахшаба тюрки одержали победу, и Согд был присоединён к каганату. Основные силы эфталитов были разбиты тюрками в 567 году под Бухарой. После завоевания Средней Азии, каганат стал контролировать значительную часть Великого Шёлкового пути.

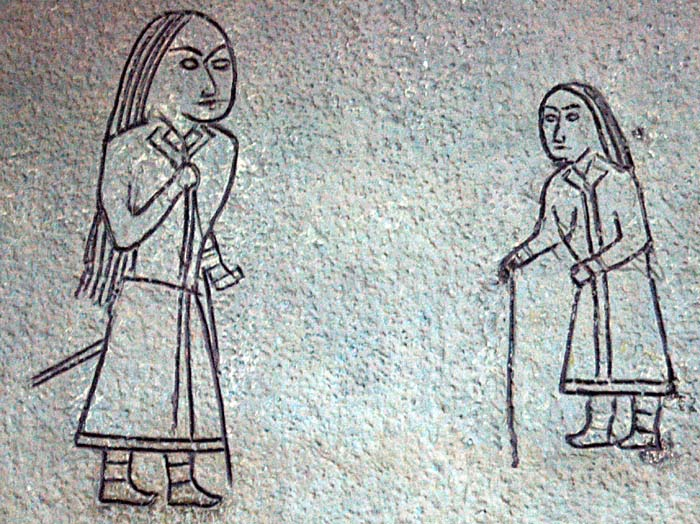
Изображения тюрков из монгольского аймака Завхан.VI-VIII вв.

Тюрки и согдийцы, находившиеся под их властью, были заинтересованы в прямых торговых связях с Византией. Иран этому препятствовал. В связи с этим в 568 году Истеми-каган направил посольство во главе с согдийским купцом Маниахом в Константинополь. По итогам переговоров с византийским императором Юстином II были подписаны торговое соглашение и военный договор против Ирана. После заключения византийско-тюркского союза Иран обязался выплачивать каганату дань в размере 40 тысяч золотых динаров ежегодно и не препятствовать торговле.
В 575 году Иран и Византия объединились против тюрков. В ответ на это в 576 году тюркские войска разгромили вассала Византии — Боспор Киммерийский, предприняли победоносные походы в Крым и Западный Кавказ. Благодаря этим завоеваниям каганат стал контролировать все важные участки Великого Шёлкового пути, что обеспечивало тюркской знати огромные денежные поступления от караванной торговли.

### Распад каганата
Однако могущество тюркской державы вскоре пошатнулось. После смерти Тобо-хана в 581 году произошло ослабление Тюркского каганата, основными проявлениями которого стали усиление междоусобных войн, обострение социальных противоречий, наступление Китая на границы Каганата, войны с соседними странами. В 603 году Тюркский каганат распался на Западно-тюркский и Восточно-тюркский каганаты.

## Государственное устройство

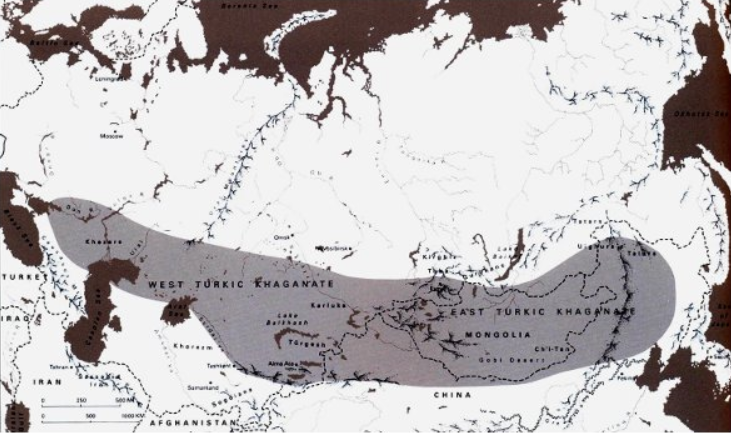
Каганат ок. 576

### Титулы в каганате
Каган (кахан, то есть хан над ханами) — высшее правящее лицо в каганате, военачальник. Первым лицом в государстве после хана был ябгу. Собственно говоря, ябгу был вице-королём, и на эту должность чаще всего назначались члены царствующего рода. Например, при Иль-хане Бумыне чин ябгу имел его родной брат Истеми. Но вместе с тем ябгу не был наследником престола; наследник назывался «тегин» вне зависимости от занимаемой должности. Титул «шад» принадлежал принцам крови, имеющим в своём управлении уделы, например Сымо, впоследствии хан, не мог стать шадом из-за подозрения, что он незаконнорождённый. Другие высшие титулы в каганате — эльтебер. Судебные функции выполняли буюруки, тарханы.
Чины меньшего значения получали лица, не принадлежавшие роду Ашина, но все должности были наследственными. Можно на основании этого предположить, что тюркютское общество было аристократическим. Однако это не совсем так.

### Система наследования
Во время правление Мугань-хана (553 год) было установлена удельно-лествичная система, благодаря которой тюркютская держава могла больше ста лет удерживать первенствующее положение в Азии и соперничать с великими державами VI—VII вв.
Смысл системы заключался в следующем. Тюркский каганат держава была создана «длинным копьём и острой саблей». За десять лет (550—560) тюрки подчинили себе все кочевые племена от Жёлтого моря до Волги и ещё двадцать лет продолжали экспансию. Но эту огромную территорию недостаточно было покорить, надо было её удержать. Cепаратистские тенденции не угасали ни на минуту. Восстания против династии Ашина вспыхивали то тут, то там, вплоть до гибели державы. Тогда была принята удельно-лествичная система. Она устанавливала очерёдность наследования престола. Согласно закону Мугань-хана наследование шло не от отца сыну, а от старшего брата младшему и от младшего дяди к старшему племяннику. В ожидании престола принцы крови получали в управление уделы.

### Административное-территориальное деление в Каганате
В 558 г. тюркская держава делилась на четыре удела, а в 576 г. уже на восемь. Вряд ли правильно считать эти уделы подобием феодов Западной Европы. Скорее здесь было разделение военных сил с подчинением военачальнику более или менее определённого района.
Тобо-хан выделил в 572 г. уделы: на востоке для своего племянника Шету и на западе для брата, который вскоре умер, оставив удел своему сыну, носившему титул Бури-хан. Сын Мугань-хана, Торэмен, имел ставку на севере, может быть в земле кыргызов и чиков. Дети только что умершего Истеми также имели уделы: Кара-Чурин — в Семиречье и Турксанф — на нижней Волге и Урале. Ставка великого хана находилась около Алтая в исконных тюркютских землях, а два остальных удела, по-видимому, принадлежали его сыновьям: Амраку и Тегин-шаду. После этого раздела уделов стало восемь.
При этой весьма сложной и запутанной системе уделов закон о лествичном престолонаследии на первых порах сыграл весьма положительную роль. Дважды было предотвращено вступление на престол несовершеннолетнего царевича, которое могло бы поставить державу в критическое положение. Власть все время оставалась в руках опытных людей. Удельные князья, в надежде рано или поздно получить верховную власть, не затевали смут и распрей и держава расширялась по всем направлениям. Прототипом для системы уделов был, очевидно, порядок престолонаследия у южных хуннов II в., с потомками которых в V в. общались предки князей Ашина, но смысл и применение его иные. Источники не дают нам сведений о наличии «большой семьи» в VI в. и определённо говорят, что этот порядок был для тюркютов новым. Как бы то ни было, результаты его не замедлили сказаться на истории тюркского каганата как в положительном, так и в отрицательном смысле.

## Армия
Излюбленное оружие тюрков: луки, копья, сабли, палаши. Часто использовали броню всадника и лошади. На знамёнах рода Ашина изображена вышитая золотом волчья голова. Смерть в бою считалась лучшей смертью для мужчины.

## Экономика и хозяйство
Основным занятием тюркютов было кочевое скотоводство, а также охота как на травоядных животных, так и на волков, лис, тигров, носившая характер облавы ввиду многочисленности стад степных зверей. Основной пищей тюркютов было мясо, любимым напитком — кумыс. Одежда и шатры шились из шкур животных. Тюрки также изготавливали войлок и шерстяные ткани. Основным видом скота были овцы и лошади. Основной экономической единицей была парная (аильная) семья.
Тюрки освоили промышленную добычу железа. Способ получения железа был сыродутным. Развитие металлургии позволило тюркютским ханам перевооружить свою армию. Зимовали они на окраинах Или, Чу, Таласа и Сырдарьи.

## Культура
Как указывает С. Г. Кляшторный, в орхонских рунических памятников упоминаются три божества — Тенгри, Умай и Ыдук Йер-Су. Историк И. В. Стеблева предложила расположить древнетюркские божества по «уровням» — высший — Тенгри, затем Умай, третий уровень — Йер-Су, и, наконец, культ предков. Как пишет С. Г. Кляшторный, доказательно тут только помещение Тенгри во главе пантеона.
Сегодня много исследователей склоняются к тому, что воззрения ранних тюрков были трихотомическими, то есть делили макрокосм на Нижний, Верхний и Средний миры. В енисейских текстах упомянут Эрклиг-хан: «Нас было четверо, нас разлучил Эрклиг (повелитель подземного мира), о горе!».
Одним из признаков культуры тюрок были баба́ — небольшие иногда обработанные каменные столбы. В Тюркском каганате баба́ устанавливались перед каменным изваянием с изображением лица человека. Число баба подчёркивало значимость и авторитет умершего. У Бильге-кагана и Кюль-Тегина ряды баба достигали 2—3 км. На баба́ иногда указывались имена побеждённых вождей.
В 2000—2001 годах монгольский археолог Д.Баяр руководил археологическими раскопками комплекса памятников Бильге кагану и были сделаны сенсационные открытия для тюркской археологии: был найден клад, содержащий золотую корону Бильге-кагана, серебряные сосуды, вещи и другие ценности (всего 2800).
На территории современной Монголии существовал столичный древнетюркский город Каракум-балык (682 год).

## Язык
Судя по согдийской бугутской надписи в Монголии, написанной 581 г., согдийский язык был одним из официальных языков Тюркского каганата, созданного Кёктюрками. Кроме этого официальным языком был протомонгольский индийским письмом брахми.
Древнетю́ркское письмо́ (орхо́но-енисе́йская пи́сьменность) — письменность, применявшаяся в Центральной Азии для записей на тюркских языках в VIII—X веках н. э. Древнетюркская письменность использовалась литературным языком (наддиалектный койне) того времени, который также называется языком орхоно-енисейских надписей. Памятники, написанные древнетюркским письмом в основном эпиграфические, небольшое число рукописей, сохранились в Восточном Туркестане), были созданы в тех областях Центральной и Средней Азии и Сибири, Монголии, в которых в Раннем Средневековье располагались государственные образования восточных и западных тюрков, тюргешей, карлуков, древних уйгуров и др.
Тюркский поэт, писатель и историк Йоллыг тегин (конец VII-начало VIII в.) был автором памятных надписей в честь тюркских каганов Кюль-тегина, Бильге-кагана, Кутлуг Ильтерес-кагана. В надписях отразились культурный уровень тюрок, их литература, исторические знания. Стелы Бильге-кагана (732) и его брата Культегина (735) (Кошо-Цайдамские надписи), возглавлявших Тюркский каганат, а также советника Тоньюкука (создана после 716) содержат рассказ о жизни и подвигах их героев, которые излагаются на фоне общей истории Тюркского государства и сопровождаются различного рода политическими декларациями. Некоторые надписи частично сохранились на металлических изделиях, посуде, кирпиче, коже, пергаменте.

## Этнический состав
- Тюркюты
- Теле
- Кидани
- Согдийцы
- Дулу
- Нушиби
- Усуни
- Кыргызы

## Хронология

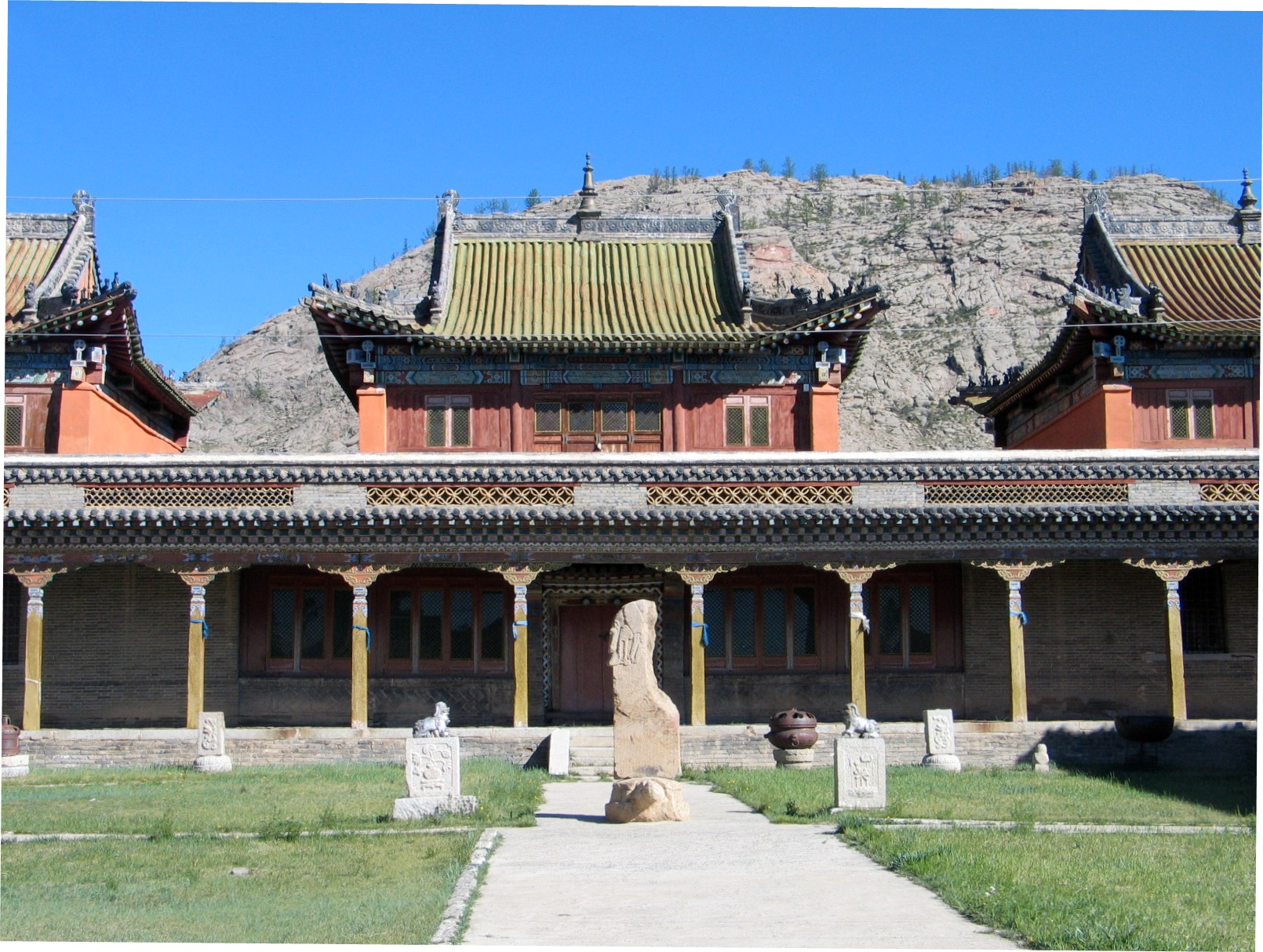
«Бугутская стела» VI в. на черепахе — древнейший дошедший до нас памятник Тюркского каганата. Сейчас установлен перед цэцэрлэгским монастырём

Ниже приведены известные события, относящиеся к истории древних тюрок и Тюркского каганата. Даты под звёздочкой являются реконструкцией и имеют предположительный характер.
- 552 — Тюркский каган Бумын поднял мятеж против жужаней. Гибель государства жужаней. Образование Тюркского каганата на Алтае. Смерть Бумына. На престол сел Кара Иссык Хан.
- 553 — Смерть Кара Иссык Хана. На престол сел Мукан-каган.
- 554 — Поход Истеми-кагана на запад.
- 566 — Средняя Азия в составе Тюркского каганата.
- между 567 и 571 — Покорение Тюркским каганатом хазар и булгар.
- 569 — Началась война с Персией.
- 569 — мир с Персией.
- 572 — Смерть Мукан-кагана. На престоле — Тобо Хан.
- 576 — Смерть Истеми-кагана.
- 576 — Смерть Тобо Хана.
- 581 — Начало кризиса в Каганате.
- 590 — Подчинение Гаочана Каганатом.
- 593 — Кризис в Каганате закончился.
- 603 — Распад Тюркского каганата на Западный и Восточный. Территория современного Казахстана и Средней Азии вошли в состав Западно-Тюркского каганата.

## Правители
| Имя                    | Тюркское имя                             | Устаревшее тронное имя на китайском | Тронное имя в китайских летописях                    | Личное имя в китайских летописях                               | Устаревшее личное имя на китайском | Годы правления        |
| ---------------------- | ---------------------------------------- | ----------------------------------- | ---------------------------------------------------- | -------------------------------------------------------------- | ---------------------------------- | --------------------- |
| Бумын каган            | Бумын Иль-хан                            | Или-хан Тумынь                      | 伊利可汗 — Иликэхань                                 | 阿史那 土门 — Ашина Тумэнь                                     | Тумынь                             | 542-552 (каган с 552) |
| Кара Иссык Хан         | Кара Иссык-хан                           | Исиги-хан Коло                      | 乙息记 — Исицзи                                      | 阿史那 科罗 — Ашина Кэло                                       | Коло                               | 553-554               |
| Мукан-каган            | неизвестно                               | Муюй-хан Кигинь                     | 木杆可汗 — Муганькэхань                              | 阿史那 俟斤 — Ашина Сыцзинь 燕都 — Яньду                       | Кигинь Яньду                       | 553-572               |
| Тобо Хан               | Тапу-Хан Арслан (греч. Арсила)           | Тобо-хан                            | 佗缽可汗 — Тобокэхань                                | 阿史那 佗鉢 — Ашина Табо                                       | неизвестно                         | 572-581               |
| Амрак                  | Амрак                                    | Яньло Диэр-кэхань                   | 阿史那庵逻- Ашинааньло                               | 阿史那 庵逻- Ашина Аньло                                       | Яньло                              | 581                   |
| Бага-Ышбара хан        | Эр-бег-шад Иль-кюлюг шад Бага Ышбара-хан | Илигюйлу Ше Мохэ Шиболо-хан Нйету   | 沙缽略可汗 — Шаболюекэхань                           | 阿史那 摄图 — Ашина Шэту                                       | Нйету                              | 581-587               |
| Чоллыг-Джагбу-Бага хан | Чоллиг джабгу-хан Бага-хан               | Шеху-хан Чулохэу                    | 莫何可汗 — Мохэкэхань                                | 阿史那处罗侯 — Ашина Чулохоу                                   | Чулохэу                            | 587-588               |
| Юн-Улуг                | Юн улуг                                  | Гйегя Шидонь Дулань-хан Юнюйлюй     | 都藍可汗 — Доуланькэхань                             | кит. упр. 阿史那雍虞闾, пиньинь ashina yongyulu — Ашина Юнюйлу | Юнюйлюй                            | 588-599               |
| Кара-Чурин-Тюрк        | Кара Чурин Тюрк Тардуш-хан Боке-хан      | Бугя-хан Дату                       | кит. упр. 达头可汗, пиньинь datoukehan — Датоукэхань | кит. упр. 阿史那玷厥, пиньинь ashinadianjue — Ашина Дяньцзюе   | Дату, Данькю, Дяньгу, Дяньгю       | 599-603               |